# آرثر بوين ديفيز
آرثر بوين ديفيز (بالإنجليزية: Arthur Bowen Davies)‏ هو رسام أمريكي، ولد في 26 سبتمبر 1863 في أوتيكا في الولايات المتحدة، وتوفي في 24 أكتوبر 1928 في فلورنسا في إيطاليا.

## وصلات خارجية
- آرثر بوين ديفيز على موقع الموسوعة البريطانية (الإنجليزية)